# 村井吉兵衛

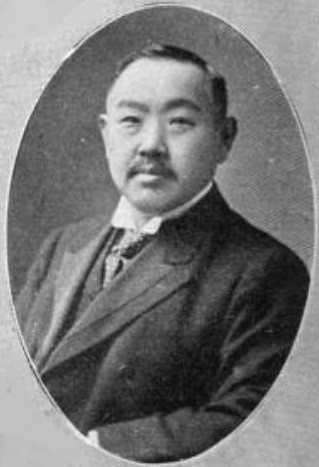
村井吉兵衛

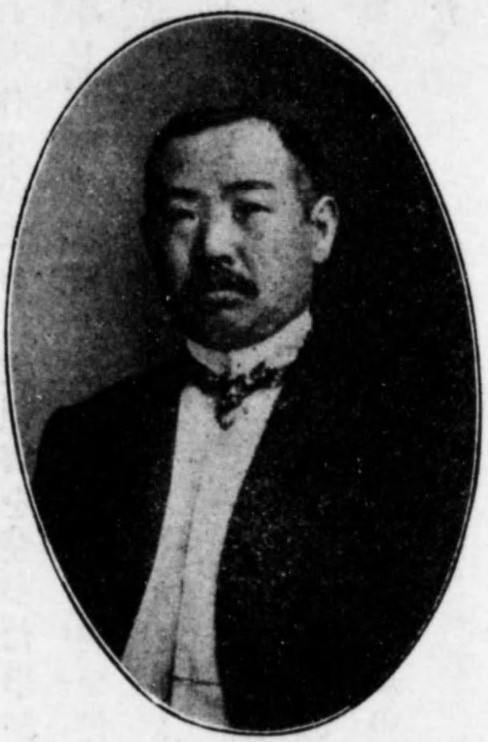
村井吉兵衛

村井 吉兵衛（むらい きちべえ、文久4年1月22日（1864年2月29日） - 大正15年（1926年）1月2日）は、日本の実業家。明治時代に「煙草王」と呼ばれた。事業を多角化し村井財閥を形成。東京府平民。村井銀行社長、日本赤十字社常議員。

## 来歴・人物

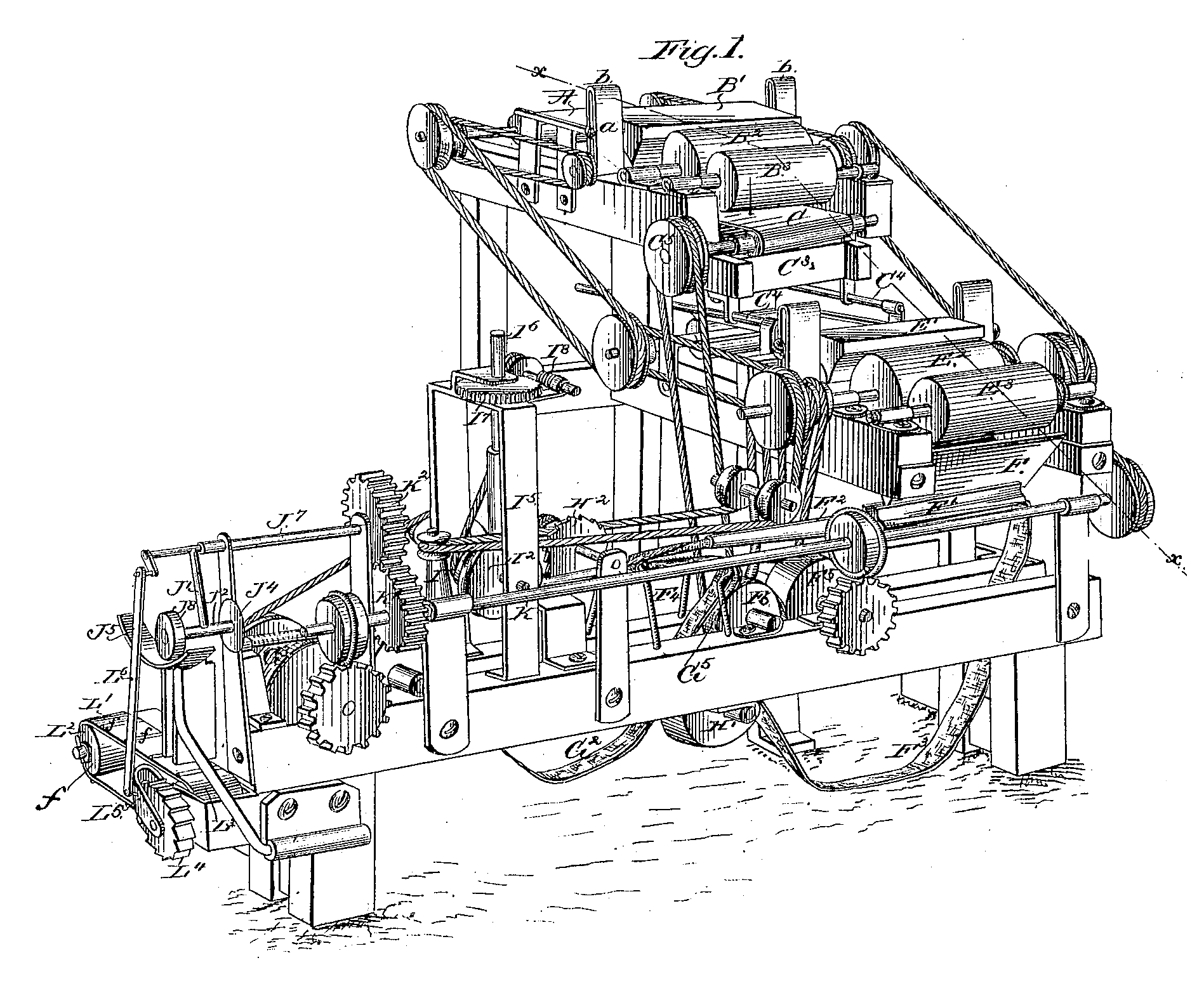
米国ボンサック社の煙草巻き上げ機

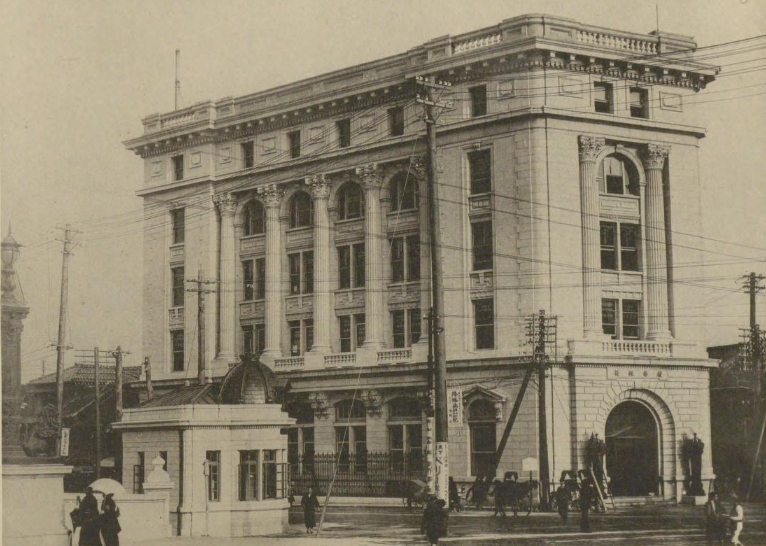
東京日本橋にあった村井銀行本店。設計・吉武長一。

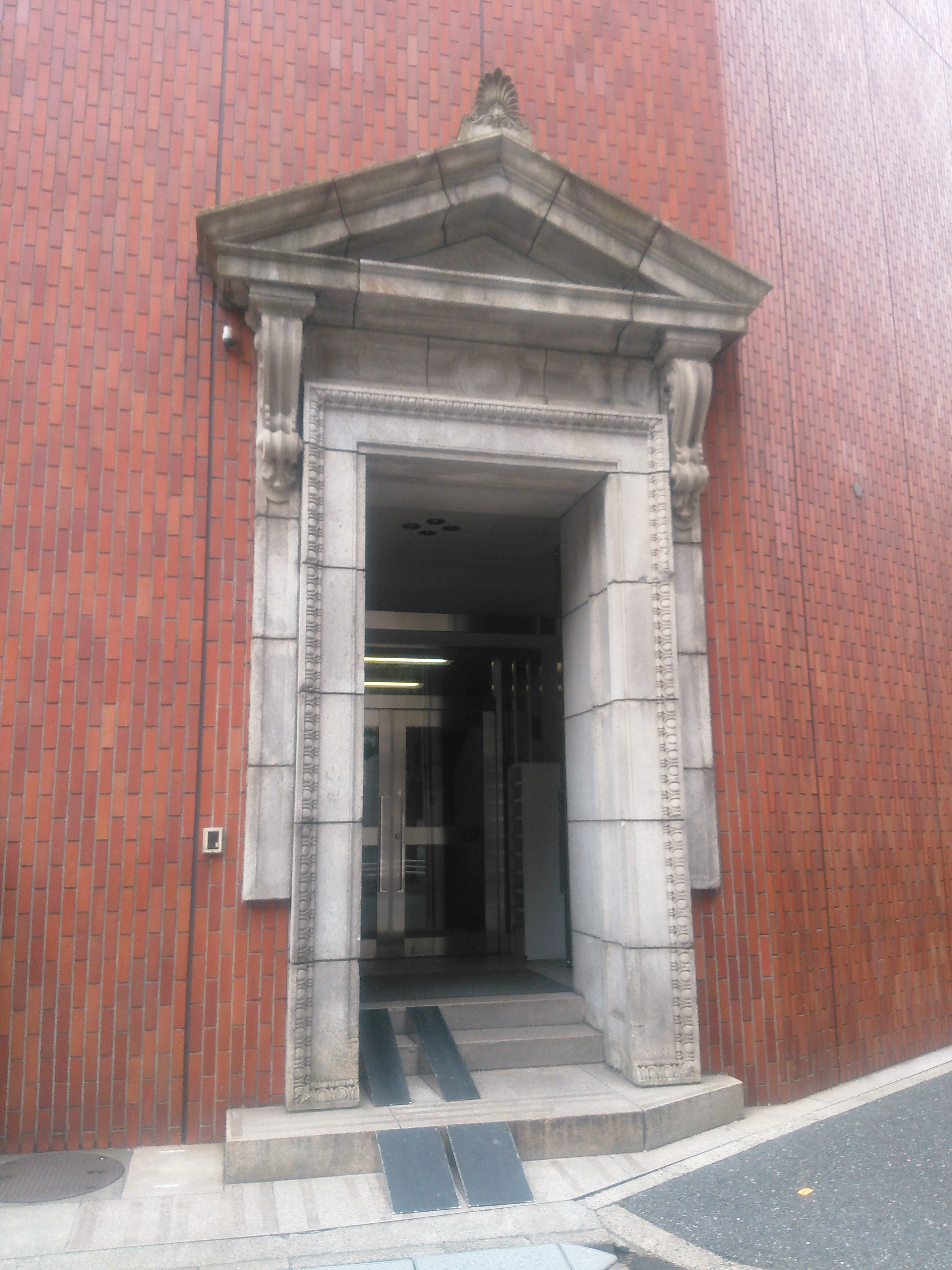
日本橋御幸ビルに保存されている村井銀行本店出入口

文久4年（1864年）、京都の煙草商の次男として誕生。家は貧しく、明治5年（1872年）9歳で叔父吉右衛門の養子となり、煙草の行商を始める。その後、明治11年（1878年）家督を相続す。
明治初期、行商でお金を得た吉兵衛は、東京で紙巻煙草商岩谷商会・千葉商店の盛況ぶりを視察し、紙巻煙草の製造に踏み出す。アメリカ人技師の協力で日本初の両切り紙巻き煙草を製造し、明治24年（1891年）、「サンライス」と名付けて発売。翌年には、東京・日本橋区室町2丁目に支店を出し、岩谷商会の天狗たばこ、千葉商店の牡丹たばこなどと競争を繰り広げた。その後自ら米国に渡ってアメリカ葉を輸入、葉を包んで紙を巻き上げる工程を完全自動化したボンサック式巻き上げ機を導入して明治27年（1894年）に発売された「ヒーロー」は、5年後に年間生産量日本一を達成する大ヒットとなった。また、明治33年（1900年）に開催されたパリ万博では金賞を受賞した。1894年5月には事業拡大を目指し、実兄で村井本家を継いでいた弥三郎と組んで「合名合資会社村井兄弟商会」を設立。
煙草界で頭角を現した吉兵衛は、競合の岩谷松平と激しい競争を繰り広げた。岩谷が在来葉を使った口切煙草で成功する一方、村井は米国葉の両切煙草で攻勢をかけた。材料や製造方法だけでなく、音楽隊による街頭宣伝や大広告の設置、景品付き煙草の販売など、米国風の目新しい宣伝方法で販売の拡大を図った。早くから米国での見聞を広めた吉兵衛は、ハイカラなモダンで洗練されたデザインを世に送り出した。明治32年（1899年）、現・京都市東山区本町に東洋印刷を開業、始めは石版印刷、後に煙草の箱などの自家印刷のためにアルミ版印刷を始めた。また同年、大阪カタン糸を完全買収した（後述）。
1900年には清水建設の施工による村井兄弟商会京都支店、1901年には東京支店（工事費15万円）の建設に着工した。
約30年続いたたばこの民営時代は、日露戦争の戦費調達のため、明治37年（1904年）7月に施行された「煙草専売法」により終焉を迎えた。村井は1899年にアメリカン・タバコ・カンパニーと資本合同を行なって村井兄弟商会を株式会社化しているが、この外資導入が日本政府の煙草専売制をより急がせたと言われる。民間が担っていたたばこ産業がすべて国家による専売制に切り替えられるにあたり、吉兵衛は莫大な補償金を手にした。その資金を元手に村井銀行を設立し、日本石鹸、村井カタン糸などの事業を進めて財閥を形成していった。

### 製糸事業
1898年7月、村井は破綻した製糸会社の買収に参加し、日本カタン糸から名称変更された大阪カタン糸（合資会社）の所有者の一人となった。1899年11月には単独所有者となり、同社を村井カタン糸株式会社と名称変更した。アメリカから設備を購入したり、1903年には京都の平安紡績を買収して原糸自給体制を整え、日露戦争時には、イギリスのハワード・バロー社からも設備を購入して事業を拡大した。
しかしその後の不景気により不振に陥り、ライバル会社であったイギリスの多国籍企業J. & P. コーツ（後のコーツ・グループ）との提携を模索し、1906年に義弟の貞之介が交渉に渡英した後、1907年に村井カタン糸の株式60%をコーツに売却してその子会社とし、社名も帝国製糸と改称した。同社は1913年からはコーツの輸入代理店としての役割を持ち、全国の大日本帝国陸軍被服廠への直接販売や、日本現地生産品の中国への輸出なども扱っていた。
1920年には大久保利武、石塚英蔵、服部金太郎と共に日本赤十字社の常議員に選出された。

### 没後
吉兵衛が創設した村井銀行は、1922年（大正11年）に取り付け騒ぎを起こすなど、しばしば経営危機が取り沙汰されていたが、吉兵衛没後の1927年（昭和2年）3月22日から休業を発表。いわゆる昭和金融恐慌の中で破産した（昭和銀行→安田銀行へ吸収。本店は日本橋御幸ビルへ建替えられている）。永田町の邸宅跡には1929年、子息らも通った府立一中が入った。

## 栄典
- 1915年（大正4年）11月10日 - 勲三等瑞宝章[8]

## 家族

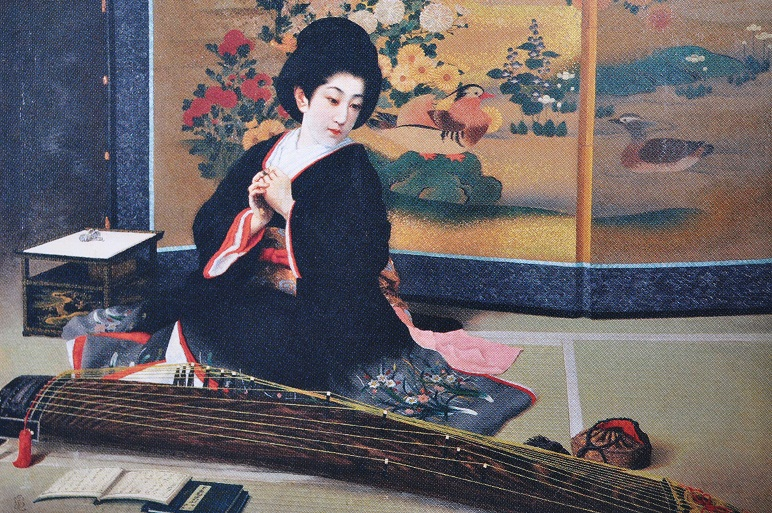
後妻の薫子を描いた亀井至一の美人画。歌舞伎座所蔵

- 先妻・宇野子（京都平民・中谷平兵衛の長女）[10]

1870年生。1916年に47歳で没。村井財閥を支えた村井眞雄、村井貞之助、村井五郞（男爵真木長義四男）は宇野子の妹たちの入り婿。五郎の兄嫁は大隈綾子の姪。
- 後妻・薫子（子爵日野西光善の五女[1][11]）

明治12年（1879年）11月生 - 1949年没。前妻が没した翌1917年に牧野伸顕の媒酌で結婚。薫子は権掌侍として明治天皇に仕えた女官の山茶花の局で、美人の誉れ高く、結婚前の姿は亀井至一「山茶花の局（美人弾琴図）」に遺されている。長田幹彦の小説『しぐれ唄』は村井に嫁いだ薫子をモデルに書かれた。山川三千子は女官時代の同僚。
- 子・久子（宇野子との子）

1892年生-1920年没。婿に村井弥吉（三島通庸子爵の子） - 久子没後三島家に復籍
- 孫・弘忠 - 久子・弥吉の長男。吉兵衛から家督を継ぐ[17]
- 孫・禎子（久子と弥吉の子[18]）

薫子の養女となり、婿に村井資長（薫子の甥）
- 妹・ウメ - 入婿の村井眞雄（旧姓・寺坂）は東亜製粉、武藏電気鉄道、村井貯蓄銀行の重役を務めた。[19]
- 妹・みつ - 入婿の村井貞之助（旧姓・坂田）は村井銀行、明治貿易、ゼ・グランドホテル・リミツテド、大日本人造肥料、京阪電気鉄道、大平生命保険、村井貯蓄銀行、共同火災保険の重役を務めた[19]。林愛作の媒酌人[20]。
- 妹・キミ - 入婿の村井五郎（男爵真木長義四男）は村井銀行、村井貯蓄銀行の役員を務めた。[19]

## 関連施設

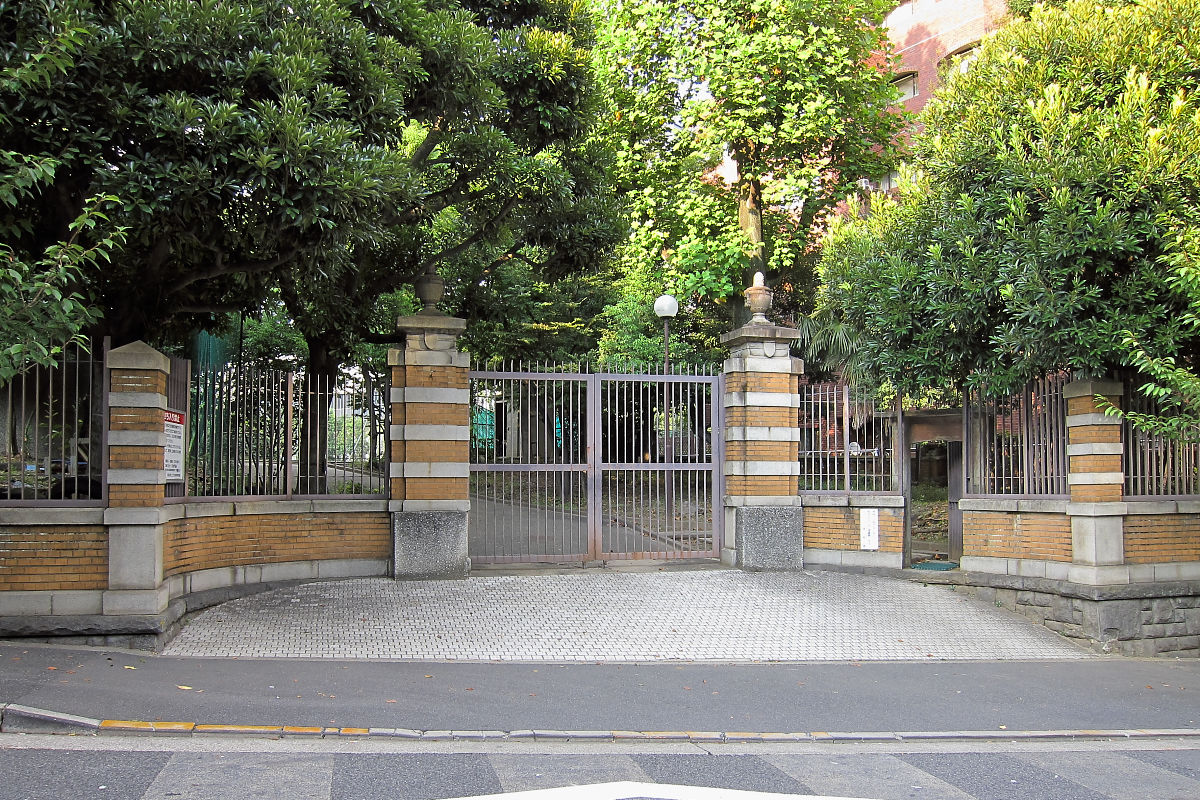
日比谷高校の正門として使われている村井邸の門柱

長楽館（ちょうらくかん）は、京都市東山区にあるジェームズ・ガーディナー設計の洋風建築。京都市の指定有形文化財。1909年に竣工した村井吉兵衛の旧京都別邸である。2015年現在、カフェの他、2008年開業のオーベルジュホテルとして利用されている。2024年10月の文化審議会答申を受け、「旧村井家別邸（長楽館）」の名称で重要文化財（建造物）に指定される予定である。
山王荘と呼ばれた東京の村井邸は、現在東京都立日比谷高等学校が建っている地にあった。村井財閥の破綻後、敷地は府立学校用地として東京府にに売却されたが、邸の門は同校の正門として、美術品倉庫は同校資料館として遺っている。山王荘は5000坪の敷地に和館・洋館の邸宅が数棟、茶室、美術館、美術品倉庫が点在していた。武田五一が手掛けた和館（1919年竣工）は建坪558坪の宏大な純日本式住宅だったが、売却後、茶席は比叡山延暦寺に移築され、同寺の大書院として使われている。茶室は1931年に赤坂の大倉喜八郎男爵邸に移築された後、根津嘉一郎の根津美術館に再移築され、同館の茶室「弘仁亭・無事庵」と「閑中庵」として現存。吉武長一が手掛けた洋館（1913竣工）は、関東大震災後、復興局 (内務省)として使われたのち、1925年に日仏会館へ無料貸与されたが、その後解体された。
村井吉兵衛のお抱え建築家だった吉武は村井銀行の一連の店を手掛けており、東京日本橋の村井銀行本店（1913年竣工）は関東大震災で焼失したが、跡地には現在日本橋御幸ビルが建ち、その一角に遺構として村井銀行の出入口が保存されている。村井銀行祇園支店（1924年竣工）は菓子店のキャンディ・ショータイム祇園店として、村井銀行七条支店（1914年竣工）はレストラン「きょうと和み館」として現在も利用されている。

## 関連書
- 『けむりよ煙』永井龍男、筑摩書房、1965 - 村井吉兵衛とライバル岩谷松平との販売競争を描いたもの。1967年にドラマ化もされた[35]